# Beata Geismann
Beata Geismann (verheiratete Beata Brandt, * 8. Mai 1979 in Konstanz) ist eine deutsche ehemalige Rollhockeyspielerin und Nationalspielerin.

## Sportkarriere
Geismann begann 1988 mit dem Rollhockeysport in der Jugendabteilung des Konstanzer REC und spielte in dem Club bis 1994 in allen Jugendmannschaften. Als Jugendliche wechselte sie mit 15 Jahren in die Damenmannschaft des RSV Weil und spielte dort bis 1997. Für die Jahre 1997/1998 wechselte sie weiter zum SCC Eldagsen, inzwischen umbenannt in SC Bison Calenberg. Mit dieser Mannschaft konnte sie 1998 ihre erste Deutsche Rollhockeymeisterschaft der Frauen gewinnen. Im Jahr 1999 schloss sich Geismann dem RSC Cronenberg an.
Mit der Damenmannschaft des RSC Cronenberg erlebte Geismann ihre erfolgreichste Zeit als Rollhockeyspielerin. So war sie mit 79 erzielten Toren im Jahr 2008 Top-Torjägerin der 1. Rollhockey-Bundesliga. Insgesamt gewann sie mit ihrer Mannschaft zehnmal die Deutsche Meisterschaft der Frauen. und errang in derselben Zeit siebenmal den Sieg im DRIV-Pokal der Frauen. In den Jahren 2008, 2010 und 2011 bedeuteten diese Siege zudem das Double aus Deutscher Meisterschaft und DRIV-Pokal.
Geismanns Karriere als Nationalspielerin begann 1994 im Alter von 15 Jahren mit ihrer Berufung in die Nationalmannschaft zur Rollhockey-Europameisterschaft in Oviedo/Spanien. Bei dieser Europameisterschaft gewann sie ihre erste internationale Bronzemedaille. International konnte sie danach zahlreiche weitere Erfolge erringen. Bis 2011 nahm sie an mehreren Welt- und Europameisterschaften teil. Neben dem 3. Platz bei der Weltmeisterschaft 1998 in Buenos Aires (Argentinien) zählen die Siege bei den Europameisterschaften 2003 in Coutras (Frankreich) und 2007 in Alcorcón (Spanien) und die Bronzemedaille bei der Europameisterschaft 2011 in Wuppertal zu ihren größten Erfolgen.

## Auszeichnungen
- 2007: Verleihung der Sportehrenmedaille des Landes Nordrhein-Westfalen durch Innenminister und Sportminister des Landes Nordrhein-Westfalen, Ingo Wolf.[7]

## Beruf und Leben
Beata Geismann ist verheiratet mit dem Rollhockeyspieler Dirk Brandt und führt seitdem den Familiennamen Brandt. Das Paar hat zwei Söhne, von denen der ältere ebenfalls den Rollhockeysport betreibt. Nach der Geburt des zweiten Sohnes hat sich Brandt im Jahr 2014 vom Leistungssport vorerst verabschiedet. Brandt unterrichtet an der GGS Rottsieperhöhe in Wuppertal-Cronenberg. 2006 hat sie begonnen, sich um das Training der Mini-Cats, der Mädchengruppierung beim RSC Cronenberg, zu kümmern. Parallel zu dieser Trainingsaktivität richtete sie an ihrer Schule eine Rollhockey-AG ein und leitete diese bis zur Geburt ihrer Kinder und auch nach ihrer Elternzeit.